# Neckera nano-disticha
Neckera nano-disticha là một loài rêu trong họ Neckeraceae. Loài này được Geh. mô tả khoa học đầu tiên năm 1889.